# Canon Cat

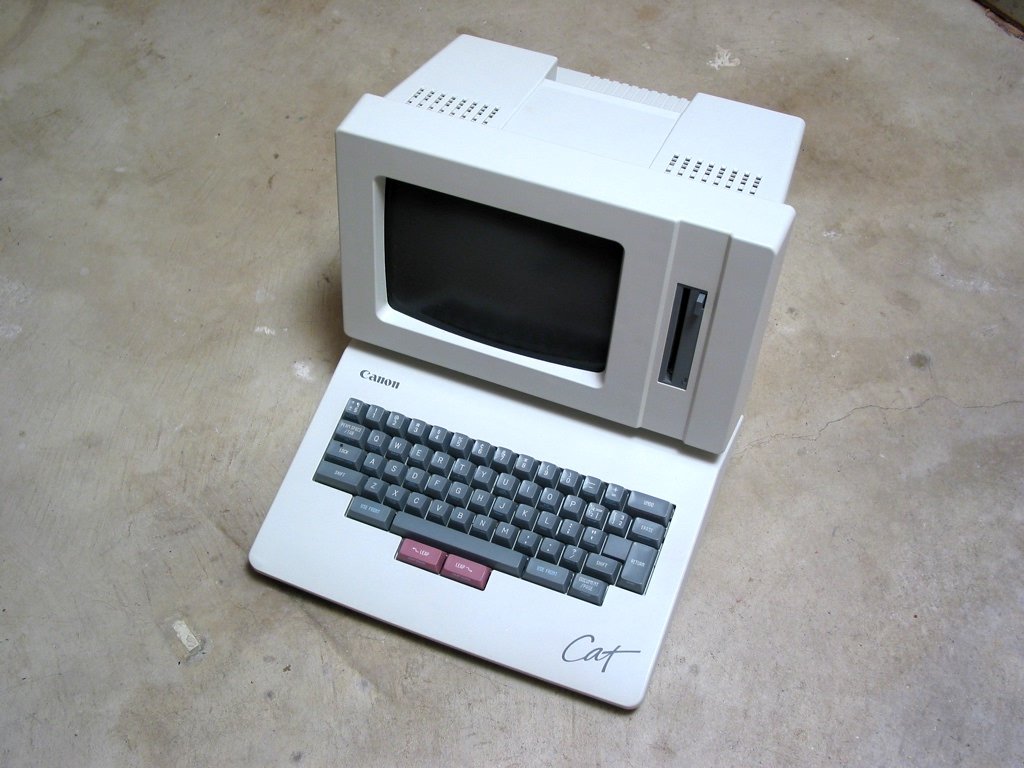
Canon Cat

Die Canon Cat ist ein 1987 von Jef Raskin bei Canon entwickeltes, elektronisches Schreibsystem.
Es unterscheidet sich von anderen Computern der 1980er Jahre vor allem durch sein neuartiges Benutzerinterface. Statt auf ein Bedienkonzept auf Basis von Maus, Icons und Kommandozeile zurückzugreifen, wurde die Tastatur um zusätzliche Spezialtasten erweitert.
Nach sechs Monaten und 20.000 verkauften Einheiten stellte Canon den Vertrieb ein. Trotz seines innovativen Konzeptes konnte sich das Schreibsystem nicht gegen die aufkommenden Textverarbeitungsprogramme für den PC durchsetzen.
Die integrierten Programme des Canon Cat waren in der Forth-Variante tForth geschrieben. Es war auch ein Motorola 68000 Assembler integriert, in welchem ebenfalls Anwendungen geschrieben werden konnten und der zur besseren Integration in das Forth-Umfeld ebenfalls die Postfix-Notation verwendete, d. h. für jedes Kommando werden erst die Parameter und anschließend das eigentliche Kommandowort genannt.

## Hardware
- CPU: Motorola 68000 mit 5 MHz
- ROM: 256 kB: Betriebssystem Forth
- RAM: 256 kB
- Monitor: 9" Schwarz-Weiß-Monitor
- Tastatur: Kompatible IBM Selectric QWERTY 59 Tasten. Zwei Tasten USE FRONT, zwei Tasten LEAP
- Laufwerk: 3,5" Diskettenlaufwerk, 256 kB
- Gewicht: 9,2 kg

## Emulation
Im Internet Archive steht ein Emulator der Canon Cat zur Verfügung.